# Potomac River
Der Potomac [pəˈtoʊmək] (anhörenⓘ) ist ein Fluss im Osten der USA, der von seinem Ursprung in West Virginia nach etwa 616 Kilometern in die Chesapeake Bay mündet.

## Verlauf
Seine beiden Quellflüsse North Branch Potomac River und South Branch Potomac River vereinigen sich etwa 15 Kilometer südöstlich von Cumberland an der Grenze zwischen Maryland und West Virginia. Der Fluss bildet in seinem Verlauf Teile der Grenzen zwischen Maryland, West Virginia, Virginia und dem District of Columbia. Durch Fehler der englischen Kronverwaltung in den Konzessionsurkunden (royal charters) wurde irrtümlich der Fluss beidseitig Maryland und Virginia zugestanden, was zu einem fast 150-jährigen Konflikt zwischen den beiden Staaten führte. Dieser wurde durch den 1785 Mount Vernon Compact und den 1877 Black-Jenkins Award gelöst; seitdem gehört der Fluss beidseitig bis zu Virginias Niedrigwasserlinie zu Maryland.
Bevor er in die Chesapeake Bay mündet, erreicht der Fluss eine Breite von 8 bis 13 Kilometer. Der United States Geological Survey betreibt in Washington, D.C. einen Pegel. Dort beträgt die jährliche mittlere Abflussmenge 316 m³/s. Der höchste je gemessene Wert war 3944 m³/s, der niedrigste wurde am 17. Februar 2008 mit 1,9 m³/s beobachtet.

## Name
Potomac ist die europäisierte Schreibweise von Patowmeck, dem Algonkin-Namen eines indianischen Dorfes. Die Schreibweise des Namens hat sich im Laufe der Jahre in vielen Schritten verändert, von Patawomeke auf der Karte des Entdeckers John Smith über Patawomeck und Patowmack. 1931 wurde durch das United States Board on Geographic Names der offizielle Flussname als Potomac festgelegt.

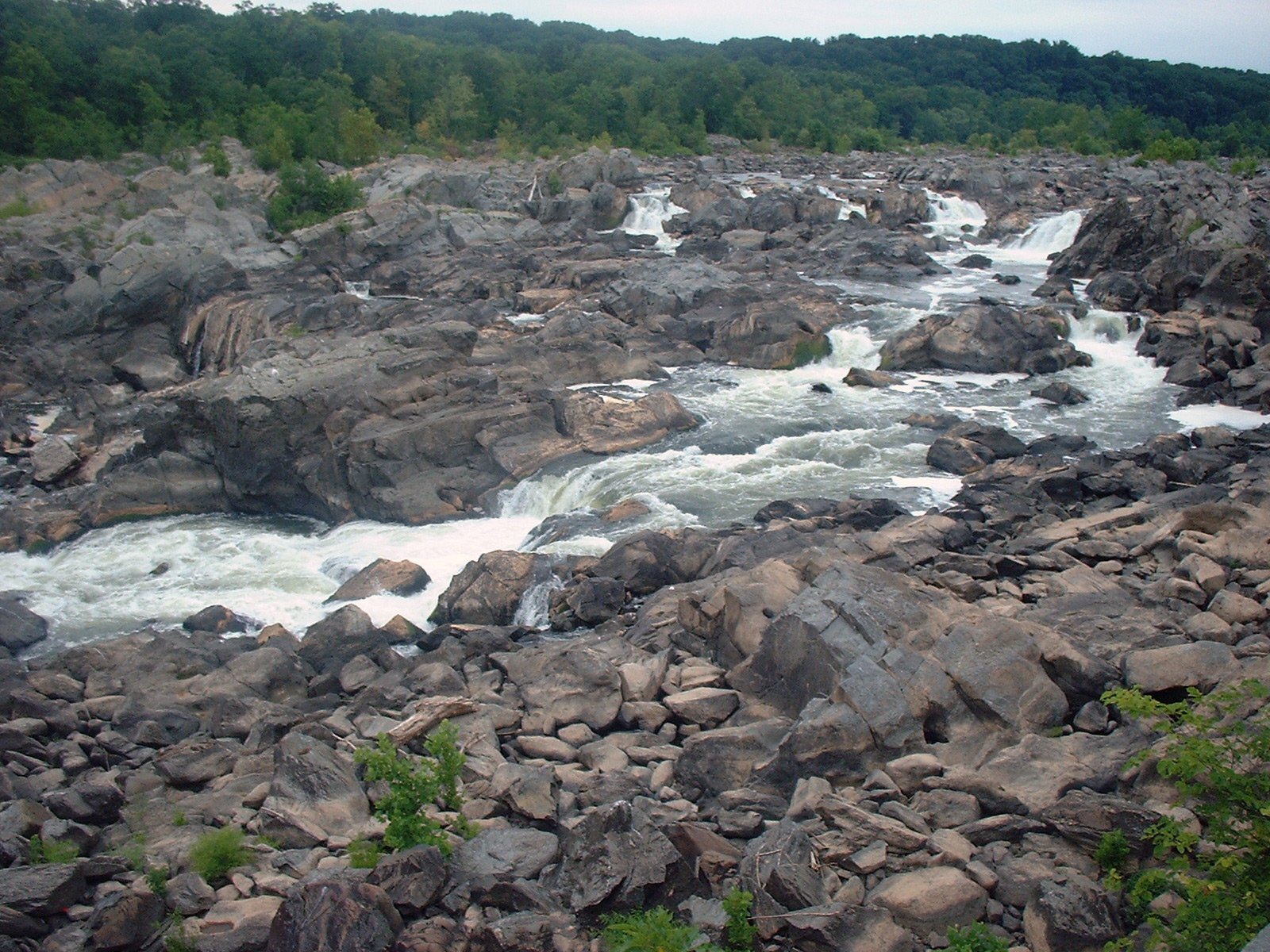
Great Falls of the Potomac River
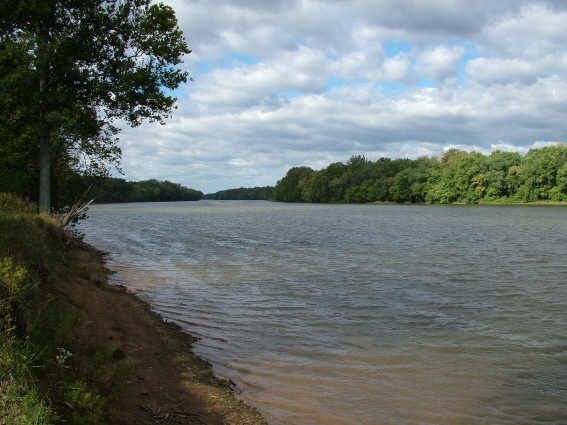
Der Potomac bei Sterling, Virginia
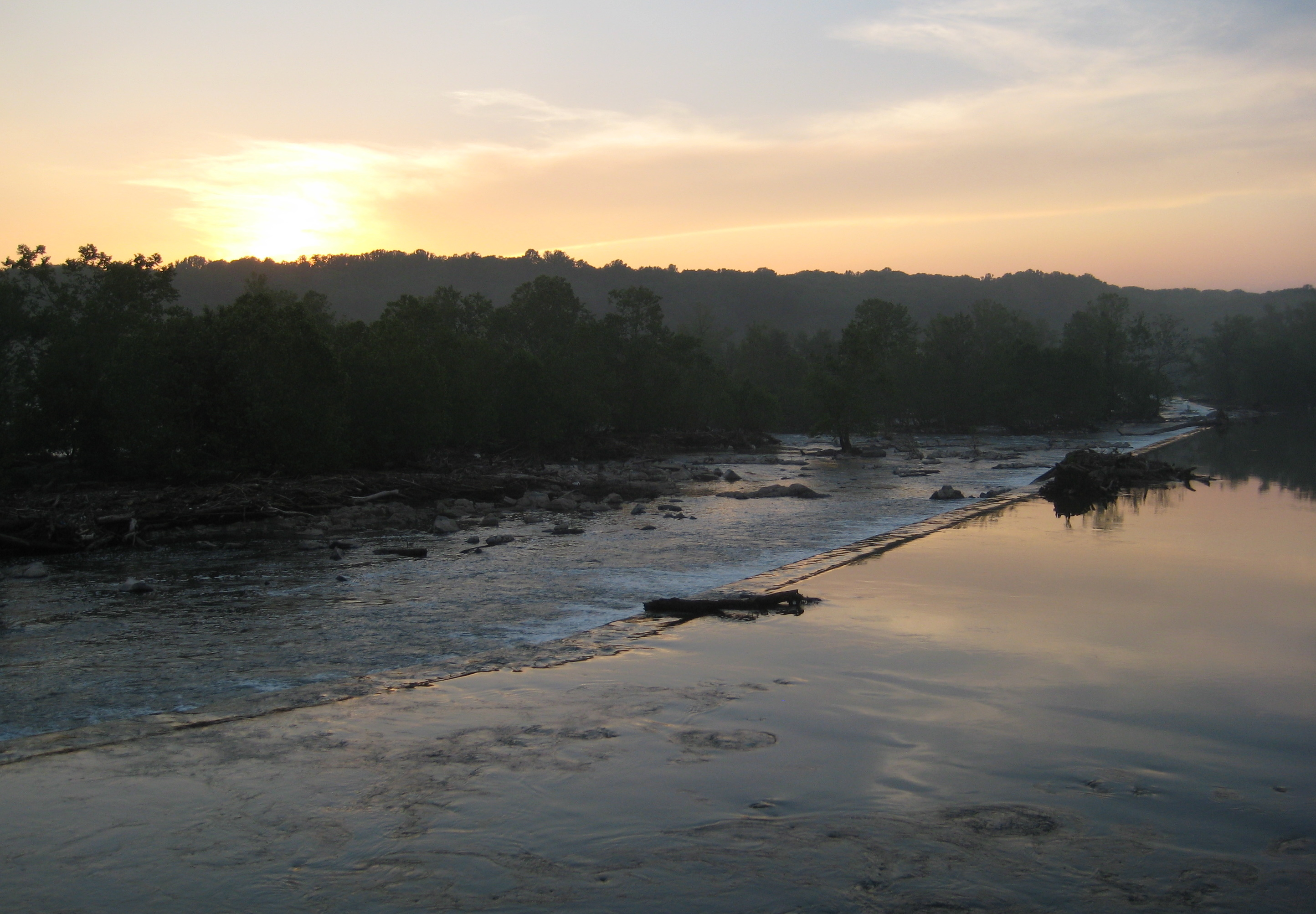
Abendstimmung am Potomac
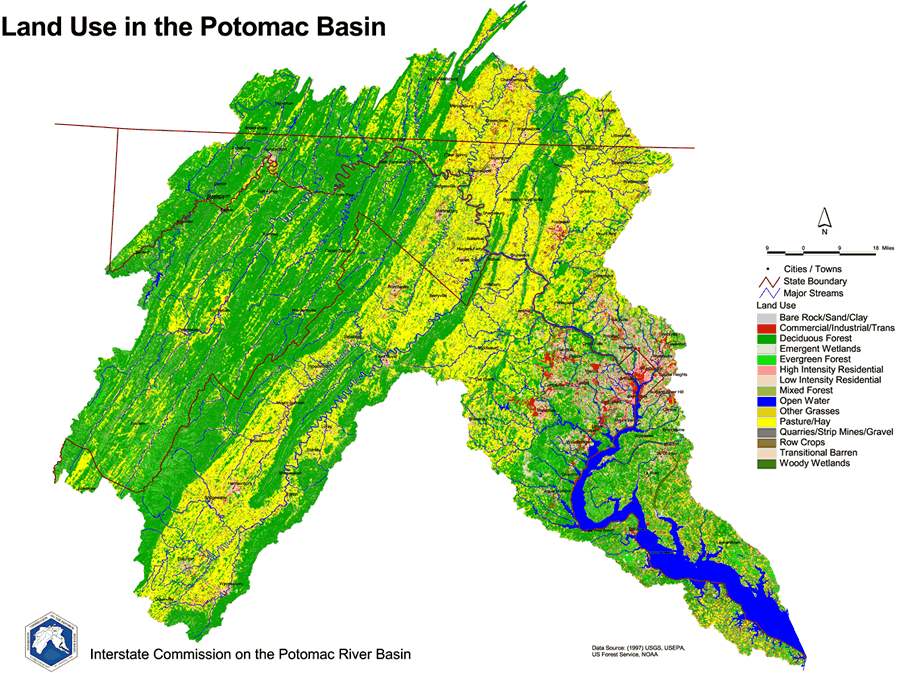
Karte des Einzugsgebiets des Flusses

## Geschichte
Während des Sezessionskriegs kam dem Wasserlauf aufgrund des häufig wechselnden Frontverlaufes eine wichtige Rolle bei den Operationen beider Heere zu. Die größte Armee der Union bekam aufgrund ihres Einsatzgebietes den Namen Potomac-Armee.

## Sonstiges
Potomac ist außerdem der Name einer am Fluss gelegenen Ortschaft in Montgomery County, etwa 20 Kilometer von Washington, D.C. entfernt. Beim Ort Potomac befinden sich die großen Wasserfälle des Potomac Rivers.
Potomac bezeichnet zudem einen Stamm der Powhatan-Föderation, der es gelang, etwa 30 bis 40 Algonkin-Stämme zusammenzuschließen.
Nach dem Potomac ist der Asteroid (1345) Potomac benannt, der 1908 von Joel Hastings Metcalf entdeckt wurde.